# Дочь Стратиона
«Дочь Стратио́на» — советский фильм 1964 года, военная драма по повести Василя Земляка «Гневный Стратион».

## Сюжет
Великая Отечественная война. 1943 год. Для того, чтобы уничтожить партизанский отряд неуловимого Стратиона, гитлеровцы создают отряд лжепартизан капитана Ворона (под этой кличкой скрывается немецкий агент Штюрмер), который совершает «диверсии». В эту игру невольно вмешивается Галинка, дочь Стратиона, которая полюбила «Ворона» и стала его женой. Когда же она наконец поняла, кого привела к партизанам, то помогла отцу заманить в засаду подразделение немцев, направлявшееся к партизанам по сигналу Штюрмера. Отважная девушка ценой своей жизни уничтожает гестаповцев.

## В ролях
| Актёр               | Роль                                                   |
| ------------------- | ------------------------------------------------------ |
| Николай Крюков      | командир партизанского отряда Иван Тимофеевич Стратион |
| Людмила Платонова   | Галинка дочь Стратиона                                 |
| Валерий Гатаев      | Штюрмер, он же капитан Ворон                           |
| Виктор Пименов      | Борис Перепел                                          |
| Дмитрий Орловский   | Яворина                                                |
| Валерий Погорельцев | Грицко                                                 |
| Владимир Васильев   | блатной «поп» Манжус                                   |
| Юрий Аверин         | немецкий полковник                                     |
| Сергей Дворецкий    | разведчик Борис                                        |
| Валерий Панарин     | разведчик Сидор                                        |
| Борис Баташев       | капельмейстер                                          |
| Константин Худяков  | Петро                                                  |

### В эпизодах
| Актёр                  | Роль                      |
| ---------------------- | ------------------------- |
| Виктор Барков          |                           |
| Алексей Бахарь         | партизан Павло            |
| Иван Бондарь           | боец отряда Ворона        |
| Анатолий Гриневич      |                           |
| Леонид Данчишин        |                           |
| Георгий Дрозд          | немецкий офицер           |
| Николай Засеев-Руденко | боец отряда Ворона Деркач |
| Василий Красенко       | мельник Никодим           |
| Игорь Кулешов          |                           |
| Валерий Лобунец        | партизан                  |
| Лев Лобов              |                           |
| Юрий Мартынов          |                           |
| Лев Перфилов           | боец отряда Ворона        |
| В. Плотникова          |                           |
| Владилен Попудренко    | партизан                  |
| Сергей Сибель          | боец отряда Ворона        |
| Олег Фандера           | партизан                  |
| Василий Фушич          | Степчук                   |
| Сергей Юртайкин        | партизан                  |

### Нет в титрах
| Актёр            | Роль           |
| ---------------- | -------------- |
| Сергей Голованов | партизан       |
| Зинаида Воркуль  | мать партизана |

## Критика
Первое, что замечаешь в фильме Одесской киностудии «Дочь Стратиона», — это мастерство оператора. Видишь, как тщательно выстраивает он кадр, меняет ракурсы, обыгрывает детали. Порой добросовестно повторяет уже знакомые композиции. Порой предлагает свои, новые решения. Ф. Сильченко, несомненно, интересный оператор-художник. Особенно прилежно, с тонким, я бы даже сказал, изящным вкусом снимает он общие планы на натуре.— журнал «Советский экран», 1965